# Danmarks rigeste personer
Danmarks rigeste personer er en liste over de rigeste danskere. Flere forskellige medier offentliggør jævnligt lister, der kan bruges til sådan en rangordning. Den mest kendte rent danske liste beregnes og offentliggøres hvert år i november af det økonomiske netmedie Økonomisk Ugebrev og omfatter de 100 rigeste danskere. Derudover offentliggør blandt andet det amerikanske erhvervsmedie Forbes lister over alle verdens milliardærer, hvorfra også de danske optrædende på listen kan aflæses. Forbes' liste offentliggøres i marts/april hvert år.
Opgørelsesmetoderne bygger på forskellige skøn foretaget af de medier, der offentliggør rangordningerne, og er derfor ikke nødvendigvis ensartede. Således er der forskel på, om formuerne regnes for hele familier samlet eller fordeles ud på enkeltpersoner i familierne, hvis f.eks. flere søskende i fællesskab ejer en formue i form af aktier i en stor erhvervsvirksomhed.

## Økonomisk Ugebrevs liste
Magasinet Økonomisk Ugebrevs top-100-liste over de rigeste danskere offentliggøres hvert år i november. De 10 øverste på listen i 2024 var:
| Nr. | Navn                          | Formue (mia. kr.) | Kilde til rigdom                                   |
| 1.  | Familien Kirk Kristiansen     | 368,8             | Lego og Kirkbi                                     |
| 2.  | Familien Holch Povlsen        | 85,9              | Heartland A/S (Bestseller A/S)                     |
| 3.  | Familien Clausen              | 84,7              | Danfoss                                            |
| 4.  | Familien Louis-Hansen         | 74,7              | Coloplast                                          |
| 5.  | Familien efter Lars Larsen    | 43,6              | JYSK                                               |
| 6.  | Torben Østergaard-Nielsen     | 43,6              | Selfinvest ApS (United Shipping & Trading Company) |
| 7.  | Hanni Merete Toosbuy Kasprzak | 24,3              | Ecco Holding                                       |
| 8.  | Niels Aage Kjær               | 18,0              | Aage V. Kjærs Maskinfabrik                         |
| 9.  | Knud Erik Andersen            | 17                | KEA Holding 1 (European Energy)                    |
| 10. | Ane Uggla og familie          | 16,4              | Mærsk                                              |

### Beregning
Økonomisk Ugebrevs årlige beregning er foretaget af ugebrevet med journalist Ejlif Thomasen i spidsen. Den bygger på et skøn af personernes formue ud fra offentligt tilgængelige oplysninger. Formueskønnet er foretaget ud fra ejerforhold og regnskabstal for de selskaber, som personerne ejer, samt værdien af deres ejendomme. For selskaber, der ikke er noteret på børsen, er deres værdi beregnet ud fra selskabernes resultater fra 2023 eller 2023/2024 og en omregningsfaktor baseret på sammenlignelige resultater fra børsnoterede selskaber. Når ejerskabet er fordelt på flere familiemedlemmer, er det familiens samlede formue, der er berettet. Oplysninger om privat gæld er ikke offentligt tilgængelige og indgår derfor generelt ikke. Ligeledes indgår værdien af biler, eventuelle kunstgenstande og andre personlige besiddelser ikke, ligesom værdien af udenlandske selskaber kun indgår i det omfang, de er kendt af redaktionen bag listen. Værdien af fonde, herunder familiefonde, er ikke medtaget.

## Danmarks rigeste personer 2025 ifølge Forbes
Det amerikanske erhvervsmedie Forbes offentliggør løbende lister over alle verden milliardærer, regnet i amerikanske dollar. Den årlige liste offentliggøres i marts/april. I foråret 2025 var der i alt 3.028 dollarmilliardærer. Herudaf var der 9 danskere:
| Verdensrang | Navn                     | Statsborgerskab | Nettoformue (USD) | Kilde til rigdom              |
| ----------- | ------------------------ | --------------- | ----------------- | ----------------------------- |
| 185         | Anders Holch Povlsen     | Danmark         | 12,8 mia.         | Modetøj                       |
| 453         | Sofie Kirk Kristiansen   | Danmark         | 7,2 mia.          | Lego                          |
| 453         | Thomas Kirk Kristiansen  | Danmark         | 7,2 mia.          | Lego                          |
| 453         | Agnete Kirk Thinggaard   | Danmark         | 7,2 mia.          | Lego                          |
| 540         | Kjeld Kirk Kristiansen   | Danmark         | 6.4 mia.          | Lego                          |
| 581         | Niels Peter Louis-Hansen | Danmark         | 6,0 mia.          | Medicinalbranchen (Coloplast) |
| 1408        | Bent Jensen og familie   | Danmark         | 2,6 mia.          | Elektriske systemer           |
| 2479        | Martin Møller Nielsen    | Danmark         | 1,3 mia.          | Leasing af fly                |
| 2287        | Benedicte Find           | Danmark         | 1,0 mia.          | Medicinaludstyr (Coloplast)   |

Opgørelsen bygger på aktie- og valutakurser fra 7. marts 2025.